# День старших
«День старших» (фин. Vanhojenpäivä) – это ежегодный праздник в финских гимназиях (фин. lukio), который проводится для гимназистов второго года обучения. Главным событием праздника является «бал старших» (фин. Vanhojen tanssit), который подчеркивает значимость новых «старших» гимназистов после прекращения аудиторного обучения у гимназистов выпускного (третьего) года, которые в середине февраля, после карнавального действа «просиживания скамьи», официально начинают готовиться к выпускным государственным экзаменам и получению аттестата зрелости. День старших является важным элементом финской школьной традиции и значимым семейным праздником.

## Происхождение праздника
Первые балы «старших» гимназистов проводились в отдельных столичных гимназиях еще в довоенные 1930-е годы, а в 1950—1960-е новый праздник стали проводить по всей Финляндии. Официальный статус эта традиция приобрела только в конце 1970-х — или начале 1980-х годов после школьной реформы в Финляндии. Изначальная идея праздника заключалась в символическом переодевании в старинные или просто старые платья и костюмы, которые гимназисты могли одолжить у своих бабушек и дедушек, чтобы подчеркнуть свой новый статус в гимназической иерархии. Образ старины должен был поддерживаться старинными и другими танцами: полонезом, чаконой, кикапо, венгеркой (вариантом чардаша), венским вальсом.

## Дресс-код
В настоящее время дресс-код этого торжества несколько изменился. Старинные наряды и одежда ретро, которые извлекали с дедушкиного чердака, сменились пышными бальными платьями и классическими костюмами, смокингами и фраками. Эти наряды гимназисты покупают или берут напрокат в салоне-ателье. В связи с этой переменой, праздник может обойтись участникам и их родителям очень дорого. Праздник требует особого внешнего вида, красивой прически, украшений и макияжа.

## Подготовка
Подготовка к балу начинается за несколько месяцев. Гимназисты сами должны найти себе партнера по танцам. Участвовать в этом празднике не обязательно, но желательно. В ходе подготовки к балу старшеклассники посещают специальные курсы, на которых учатся танцевать парные танцы. Танцевальная программа может варьироваться от гимназии к гимназии, но основной набор танцев остается стабильным. В начале 2000-х годов в танцевальную программу бала вошел особый импровизационный танец, который должны придумать сами гимназисты. Обычно это свободный танец, сильно отличающийся от традиционных как в музыкальном, так и хореографическом отношении.

## Танцевальные жанры
Традиционно в классическом танцевальном наборе бала представлены старые салонные танцы, модные танцы 20-го века и танцы 1920—1930-х годов. Традиционный танцевальный репертуар таков:
- Салонные танцы: полонез, кикапо, венгерка, падеспань, помпадур и чакона.
- Парные танцы: венский вальс и танго.
- Американские народные танцы: регтайм морского волка (англ. Salty Dog Rag), танец пожарного (англ. Fireman’s dance) и вирджинская кадриль (англ. Virginia Reel).
- Другие танцы, например британский танец в стиле кокни ламбет-уок (англ. Lambeth Walk) или свободный танец.

## Распорядок «дня старших»
Бал старших гимназистов проводится в середине февраля. Сама программа этого дня в разных гимназиях и регионах может значительно отличаться. Обычно в течение дня старшие гимназисты выступают дважды. Первое выступление проходит в первой половине дня в самой гимназии для других учащихся. Второе выступление проходит во второй половине дня, главные зрители – родители старших гимназистов. Нередко второе выступление проходит в большом городском зале, чаще всего спортивном, способном вместить «старших» из всех или многих гимназий города. После танцев принято посещать ресторан или кафе с друзьями или семьей. В некоторых гимназиях этот праздник проходит два дня.